# Wikaryzm ekologiczny
Wikaryzm ekologiczny (zastępowanie ekologiczne) – relacja polegająca na wzajemnym zastępowaniu się spokrewnionych gatunków, które występują w różnych środowiskach i charakteryzują się różnymi wymaganiami ekologicznymi.
Przykłady par gatunków zastępczych, czyli wikaryzujących ze względu na podłoże to różanecznik kosmaty i różanecznik alpejski, jaskier alpejski i Ranunculus crenatus czy goryczka krótkołodygowa i goryczka Kocha. Są to gatunki występujące w Alpach, przy czym pierwszy z pary jest wapieniolubny, a drugi rośnie na podłożu ubogim w węglan wapnia. Inną parą tworzą np. dwa gatunki strzęplicy – Koeleria gracilis rosnąca na glebach czarnoziemnych i Koeleria glauca będąca psammofitem.